# Broussey-Raulecourt
Broussey-Raulecourt és un municipi francès situat al departament del Mosa i a la regió del Gran Est. L'any 2007 tenia 252 habitants.

## Demografia

### Població
El 2007 la població de fet de Broussey-Raulecourt era de 252 persones. Hi havia 99 famílies, de les quals 24 eren unipersonals (16 homes vivint sols i 8 dones vivint soles), 28 parelles sense fills, 35 parelles amb fills i 12 famílies monoparentals amb fills.
La població ha evolucionat segons el següent gràfic:
Habitants censats

### Habitatges
El 2007 hi havia 122 habitatges, 101 eren l'habitatge principal de la família, 14 eren segones residències i 7 estaven desocupats. 116 eren cases i 5 eren apartaments. Dels 101 habitatges principals, 86 estaven ocupats pels seus propietaris, 14 estaven llogats i ocupats pels llogaters i 1 estava cedit a títol gratuït; 4 tenien dues cambres, 12 en tenien tres, 23 en tenien quatre i 63 en tenien cinc o més. 85 habitatges disposaven pel capbaix d'una plaça de pàrquing. A 40 habitatges hi havia un automòbil i a 50 n'hi havia dos o més.

### Piràmide de població
La piràmide de població per edats i sexe el 2009 era:
| Homes | Edats   | Dones |
| ----- | ------- | ----- |
| 0     | 95 o +  | 0     |
| 4     | 90 a 94 | 0     |
| 0     | 85 a 89 | 4     |
| 0     | 80 a 84 | 4     |
| 0     | 75 a 79 | 4     |
| 8     | 70 a 74 | 4     |
| 8     | 65 a 69 | 12    |
| 4     | 60 a 64 | 0     |
| 4     | 55 a 59 | 8     |
| 8     | 50 a 54 | 16    |
| 12    | 45 a 49 | 8     |
| 4     | 40 a 44 | 8     |
| 4     | 35 a 39 | 8     |
| 4     | 30 a 34 | 4     |
| 0     | 25 a 29 | 0     |
| 12    | 20 a 24 | 0     |
| 12    | 15 a 19 | 4     |
| 12    | 10 a 14 | 12    |
| 8     | 5 a 9   | 0     |
| 0     | 0 a 4   | 4     |

## Economia
El 2007 la població en edat de treballar era de 176 persones, 129 eren actives i 47 eren inactives. De les 129 persones actives 115 estaven ocupades (69 homes i 46 dones) i 14 estaven aturades (2 homes i 12 dones). De les 47 persones inactives 19 estaven jubilades, 16 estaven estudiant i 12 estaven classificades com a «altres inactius».

### Ingressos
El 2009 a Broussey-Raulecourt hi havia 102 unitats fiscals que integraven 257 persones, la mediana anual d'ingressos fiscals per persona era de 15.553 €.

### Activitats econòmiques
Dels 8 establiments que hi havia el 2007, 3 eren d'empreses de construcció, 2 d'empreses de comerç i reparació d'automòbils, 2 d'empreses financeres i 1 d'una empresa de serveis.
Dels 3 establiments de servei als particulars que hi havia el 2009, 2 eren guixaires pintors i 1 electricista.
L'any 2000 a Broussey-Raulecourt hi havia 9 explotacions agrícoles que ocupaven un total de 918 hectàrees.

## Equipaments sanitaris i escolars
El 2009 hi havia una escola elemental integrada dins d'un grup escolar amb les comunes properes formant una escola dispersa.

## Poblacions més properes
El següent diagrama mostra les poblacions més properes.